# Alexandru Ghinea

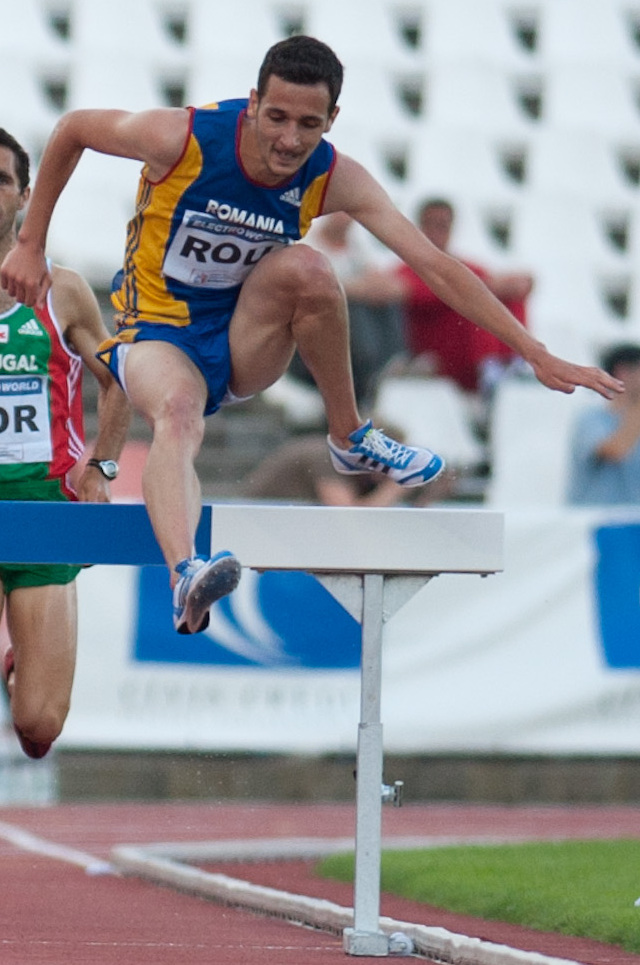
La CE pe echipe din 2010

Alexandru  Ghinea (n. 11 noiembrie 1989) este un fost atlet român, specializat în proba de 3000 m obstacole.

## Carieră
Între 2010 și 2014 sportivul a devenit de 4 ori campion național. Prima lui performanță notabilă pe plan internațional a fost medalia de argint la Campionatul European de Juniori din 2007, la Hengelo. Anul următor, la Campionatul Mondial de Juniori s-a clasat pe locul 11. La Campionatul European de Tineret din 2009 a ocupat locul șapte.
În anul 2011, atletul a cucerit medalia de bronz la Campionatul European de Tineret de la Kaunas. În același an a participat și la Universiada de la Shenzhen. În 2012 a participat la Campionatul European de la Helsinki dar a ratat calificarea în finală. A făcut și parte a lotulului olimpic dar nu a reușit să îndeplinească baremul pentru Jocurile Olimpice de la Londra. La Universiada de la Kazan din 2013 a obținut locul șase.

## Realizări
| An   | Competiție                                       | Locație            | Loc | Eveniment        | Note    |
| ---- | ------------------------------------------------ | ------------------ | --- | ---------------- | ------- |
| 2007 | Campionatul European de Juniori (sub 20)         | Hengelo, Olanda    | 2   | 3000 m obstacole | 8:50,42 |
| 2008 | Campionatul Mondial de Juniori (sub 20)          | Bydgoszcz, Polonia | 11  | 3000 m obstacole | 8:55,28 |
| 2008 | Campionatul European de Cros de Juniori (sub 20) | Bruxelles, Belgia  | 66  | 6 km             | 20:11   |
| 2008 | Campionatul European de Cros de Juniori (sub 20) | Bruxelles, Belgia  | 15  | echipe           | 20:11   |
| 2009 | Campionatul European de Tineret (sub 23)         | Kaunas, Lituania   | 7   | 3000 m obstacole | 8:56,84 |
| 2011 | Campionatul European de Tineret (sub 23)         | Ostrava, Cehia     | 3   | 3000 m obstacole | 8:38,51 |
| 2011 | Universiada                                      | Shenzhen, China    | 13  | 3000 m obstacole | 9:00,78 |
| 2012 | Campionatul European                             | Helsinki, Finlanda | 21  | 3000 m obstacole | 8:55,88 |
| 2013 | Universiada                                      | Kazan, Rusia       | 6   | 3000 m obstacole | 8:53,14 |

## Recorduri personale
| Probă            | Performanță | Dată         | Locație |
| ---------------- | ----------- | ------------ | ------- |
| 3000 m obstacole | 8:37,48     | 2 iulie 2011 | Sliven  |

## Legături externe
Materiale media legate de Alexandru Ghinea la Wikimedia Commons
- en Alexandru Ghinea la World Athletics
- en  Alexandru Ghinea la athleticspodium.com